# خوسيه لويز فيريرا رودريغيز
خوسيه لويز فيريرا رودريغيز (José Luiz Ferreira Rodrigues) (مواليد 6 يوليو 1946) هو مدرب كرة قدم.

## وصلات خارجية
- خوسيه لويز فيريرا رودريغيز على موقع Soccerway.com (الإنجليزية)
- خوسيه لويز فيريرا رودريغيز على موقع عالم كرة القدم.نت (الإنجليزية)

- J.League Data Site (باليابانية)